# Braclavské místodržitelství

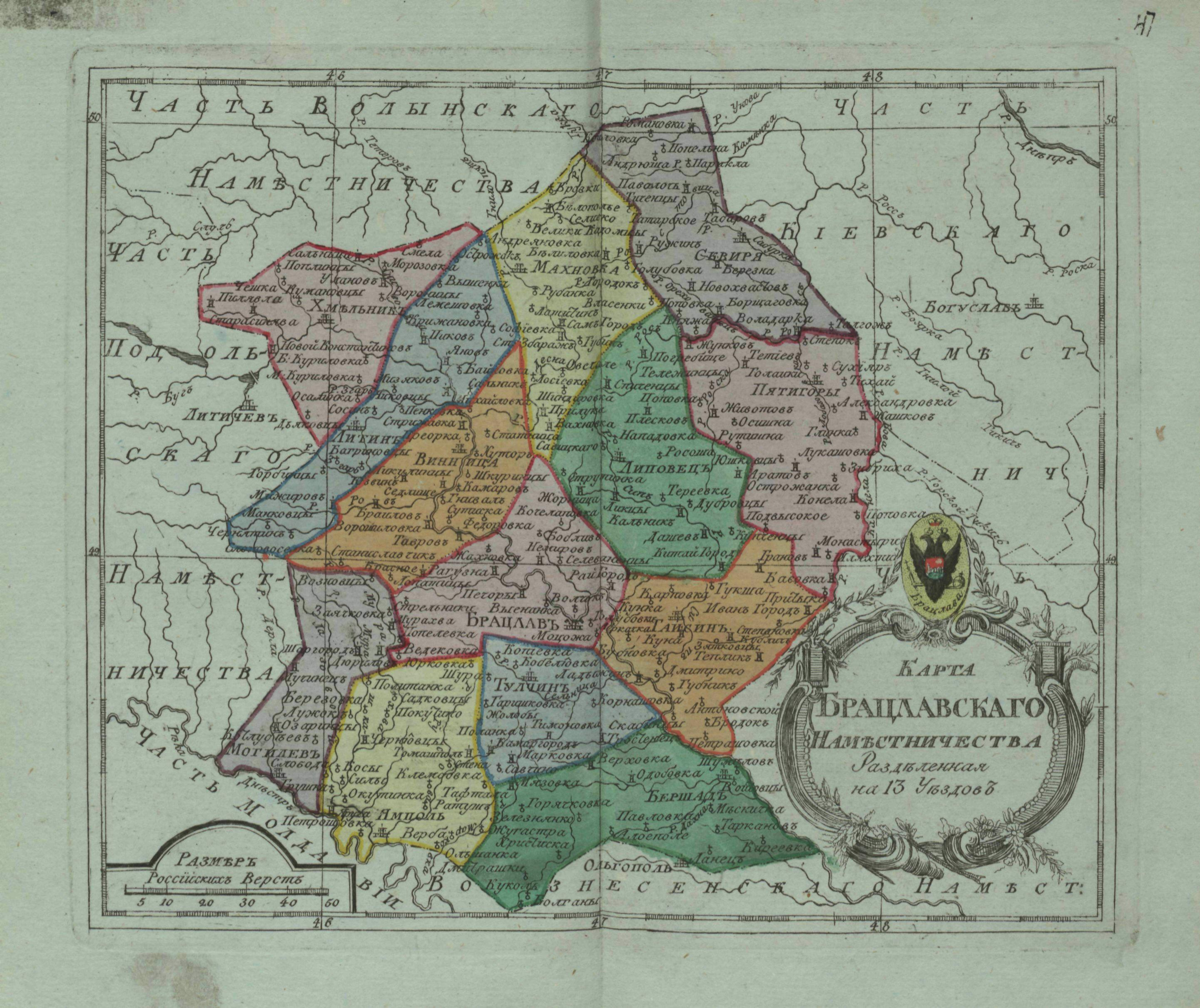
Mapa místodržitelství

Braclavské místodržitelství (rusky Брацлавское наместничество) bylo jedním z místodržitelství Ruského impéria, která vznikla v roce 1793. Administrativně se dělilo na 13 okresů. Rozkládalo se v okolí města Braclav na Ukrajině v regionu Podolí.
Znak místodržitelství byl přijat 22. ledna 1796. Tvořil ho zlatý štít, na kterém byl vyobrazen dvouhlavý orel, na hrudi mající historický znak města Braclav – hradní zeď s třemi věžemi, z nichž střední byla zničena.